# Wilrijksepoort

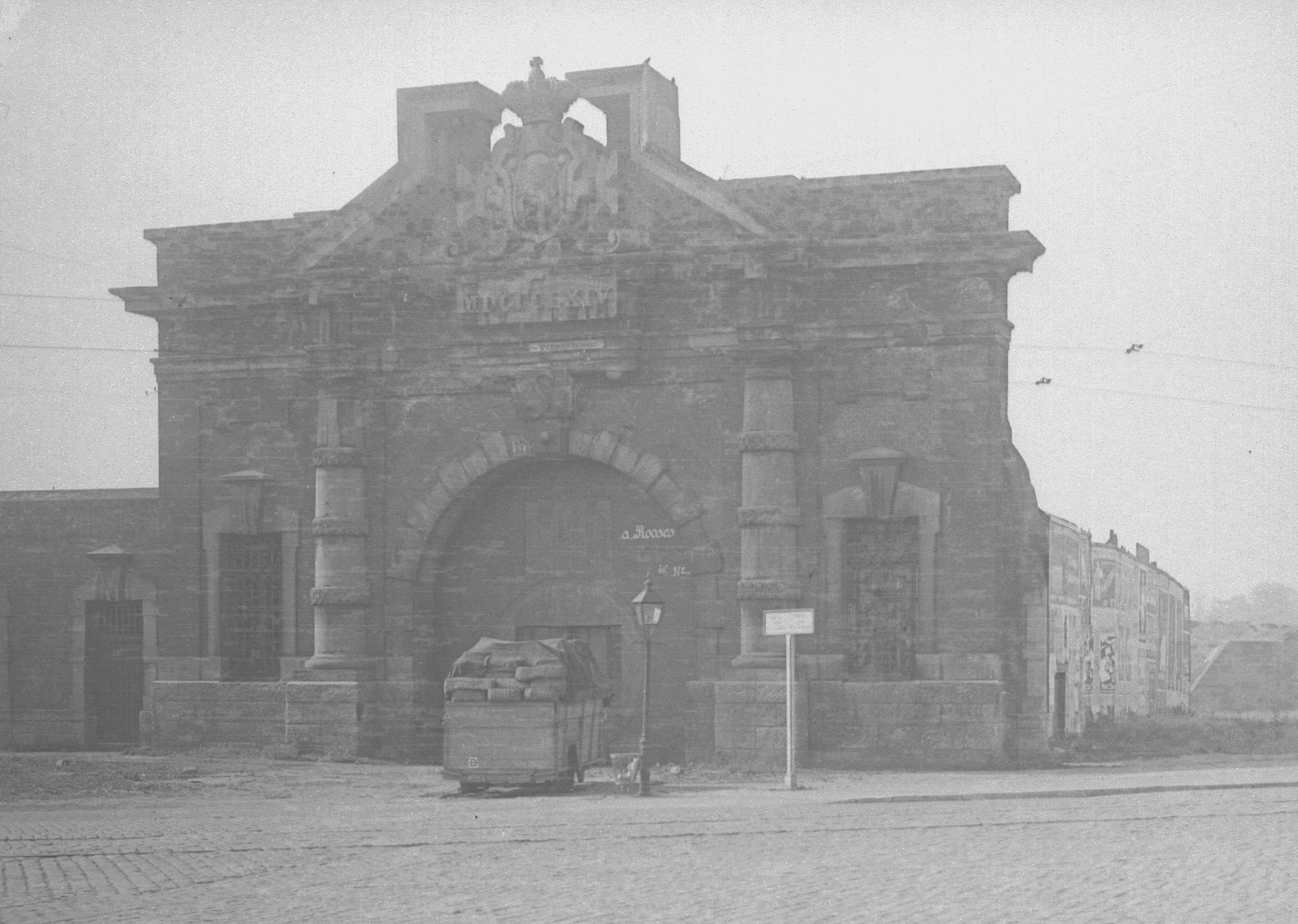
restant van de Wilrijksepoort

De Wilrijksepoort was een in 1864 door architect Felix Pauwels ontworpen en onder Brialmont gebouwde en in 1970 gesloopte poort in de Stelling van Antwerpen die in het zuiden van Antwerpen de Karel Oomsstraat binnen de stadomwalling met de Gerard Legrellelaan en de Wilrijkseplein buiten de stadomwalling verbond. Zij vormde in haar neobarokke bouwstijl met de Edegemsepoort een tweelingpoort. Tussen beide poorten lag de naar de hoek van de fronten 9 en 10 genoemde batterij en kazerne 9/10. Ook het huidige kruispunt van de Karel Oomsstraat met de Desquinlei, een onderdeel van de Singel R10, wordt naar deze poort genoemd. Oorspronkelijk in Berchem gelegen lag deze poort sinds de grensaanpassing van 1912 in Antwerpen.
Van noord naar zuid met de klok mee: Oosterweelsepoort · Ekersepoort · Bredapoort · Schijnpoort · Turnhoutsepoort · Herentalsepoort · Leopoldpoort · Louisapoort · Borsbeeksepoort · Spoorbaanpoort · Berchemsepoort · Mechelsepoort · Edegemsepoort · Wilrijksepoort · Sint-Laureinspoort · Kielsepoort · Boomsepoort · Spoorwegpoort · Sint-Bernardsepoort · Sint-Michielspoort · Hobokensepoort